# Strange Brew
Strange Brew è un singolo del gruppo rock britannico Cream, pubblicato nel 1967.
Il brano è stato scritto da Eric Clapton, Felix Pappalardi e Gail Collins Pappalardi ed è stato estratto dal secondo album in studio del gruppo, Disraeli Gears.

## Tracce
- 7"

1. Strange Brew
2. Tales of Brave Ulysses

## Formazione
- Eric Clapton - voce, chitarra
- Ginger Baker - batteria
- Jack Bruce - cori, basso